# UFC on ESPN: Lewis vs. Nascimento
UFC on ESPN: Lewis vs. Nascimento (conosciuto anche come UFC on ESPN 56) è stato un evento di arti marziali miste tenuto dalla Ultimate Fighting Championship l'11 maggio 2024 all'Enterprise Center di St. Louis, negli Stati Uniti.

## Risultati
|                  | Divisione             |                       |                 |                      | Metodo                                      | Round           | Tempo           | Premio          |
| Card Principale  | Card Principale       | Card Principale       | Card Principale | Card Principale      | Card Principale                             | Card Principale | Card Principale | Card Principale |
| ---------------- | --------------------- | --------------------- | --------------- | -------------------- | ------------------------------------------- | --------------- | --------------- | --------------- |
|                  | Pesi massimi          | Derrick Lewis         | batte           | Rodrigo Nascimento   | KO tecnico (pugni)                          | 3               | 0:49            |                 |
|                  | Pesi welter           | Joaquin Buckley       | batte           | Nursulton Ruziboev   | Decisione unanime (30–27, 30–26, 29–27)     | 3               | 5:00            |                 |
|                  | Pesi mediomassimi     | Carlos Ulberg         | batte           | Alonzo Menifield     | KO (pugni)                                  | 1               | 0:12            | POTN            |
|                  | Pesi leggeri          | Carlos Diego Ferreira | batte           | Mateusz Rębecki      | KO tecnico (pugni)                          | 3               | 4:51            | POTN            |
|                  | Pesi piuma            | Sean Woodson          | batte           | Alex Caceres         | Decisione unanime (29–28, 29–28, 30–27)     | 3               | 5:00            |                 |
|                  | Pesi massimi          | Waldo Cortes-Acosta   | batte           | Robelis Despaigne    | Decisione unanime (30–26, 30–27, 30–27)     | 3               | 5:00            |                 |
| Card Preliminare |                       |                       |                 |                      |                                             |                 |                 |                 |
|                  | Pesi leggeri          | Chase Hooper          | batte           | Viacheslav Borshchev | Sottomissione (brabo choke)                 | 2               | 3:00            |                 |
|                  | Pesi leggeri          | Esteban Ribovics      | batte           | Terrance McKinney    | KO (calcio alla testa)                      | 1               | 0:37            |                 |
|                  | Pesi paglia femminili | Tabatha Ricci         | batte           | Tecia Pennington     | Decisione non unanime (28–29, 29–28, 29–28) | 3               | 5:00            |                 |
|                  | Pesi welter           | Trey Waters           | batte           | Billy Goff           | Decisione unanime (30–27, 30–27, 29–28)     | 3               | 5:00            | FOTN            |
|                  | Pesi mosca            | Charles Johnson       | batte           | Jake Hadley          | Decisione unanime (29–28, 29–28, 29–28)     | 3               | 5:00            |                 |
|                  | Pesi mosca femminili  | Veronica Hardy        | batte           | JJ Aldrich           | Decisione unanime (29–28, 29–28, 29–28)     | 3               | 5:00            |                 |

## Premi
I lottatori premiati ricevettero un bonus di 50.000 dollari.
Legenda:
- FOTN: Fight of the Night (vengono premiati entrambi gli atleti per il miglior incontro dell'evento)
- POTN: Performance of the Night (viene premiato il vincitore per la migliore performance dell'evento)